# 35 cm Marinekanone L/45 M. 16
A 35 cm Marinekanone L/45 M. 16 az Osztrák–Magyar Monarchia nehéz ostromágyúja az I világháborúban.

## Története
A Monarchia tizenegy ilyen típusú löveget rendelt a  Škoda Művektől a háború kitörése előtt, hogy velük szerelje fel az előkészületek alatt álló Ersatz Monarch-osztályú csatahajóit. A háború és ebből fakadó erőforrás hiányok miatt azonban a hajóosztály sosem készült el, így a már elkészült ágyúkat egyéb célokra használták fel.
Az első ágyú 1915. május 15-én készítette el a  Škoda Művek, de tesztelésére 1916 áprilisáig nem került sor. Röviddel ezután az olasz frontra került a Caldonazzo-tó közelébe, ahol összesen 122 lövést adott le, mielőtt 1916 májusában visszaszállították a  Škoda Művekbe helyreállítás céljából. Eme ágyú katonák között elterjedt beceneve "Georg" volt. A második ágyút a román frontra küldték 1916 novemberében, hogy segítse az átkelést a Dunán, de néhány lövés leadása után visszahívták a csatatérről. 1917 májusában a  Škoda jelentése szerint az első ágyú ismét visszakerült a frontra, a másodikat szintén elszállították, a harmadik ágyú szintén elkészült (1917. május 18-án tesztelték), a negyediken pedig az utolsó simításokat végezték. Ekkor a maradék hét ágyú gyártása még javában folyt. A második ágyú az olasz front teljesített szolgálatot 1917 augusztusának végétől Trieszttől északra Santa Croce mellett. 1917. szeptember 23-án felkészítették a Grado és Isonzó közötti part menti olasz csapatok megtámadására. Ez az ágyú adta le az első lövést a Trieszti-öböl felett 1917. október 17-én.
A lövegek sorsa nem tisztázott. Valószínűleg az olaszokhoz a franciákhoz és a szerbekhez kerültek. Így járhatott a negyedik ágyú is, amely nem sokkal háború vége előtt készült el. Az olaszok és a franciák feldarabolták a zsákmányolt ágyúikat, de a szerbek a két világháború között megtartották a sajátjukat.

### Fordítás
Ez a szócikk részben vagy egészben  a(z)   35 cm Marinekanone L/45 M. 16 című angol Wikipédia-szócikk fordításán alapul.  Az eredeti cikk szerkesztőit annak laptörténete sorolja fel. Ez a jelzés csupán a megfogalmazás eredetét és a szerzői jogokat jelzi, nem szolgál a cikkben szereplő információk forrásmegjelöléseként.